# 纳劳拉
纳劳拉（Naraura），是印度北方邦Bulandshahr县的一个城镇。总人口20376（2001年）。

## 人口
该地2001年总人口20376人，其中男性11020人，女性9356人；0—6岁人口2912人，其中男1580人，女1332人；识字率57.52%，其中男性为65.14%，女性为48.56%。